# Fèsules
|  | Aquest article tracta sobre l'antiga ciutat etrusca i romana. Si cerqueu l'actual ciutat italiana, vegeu «Fiesole». |

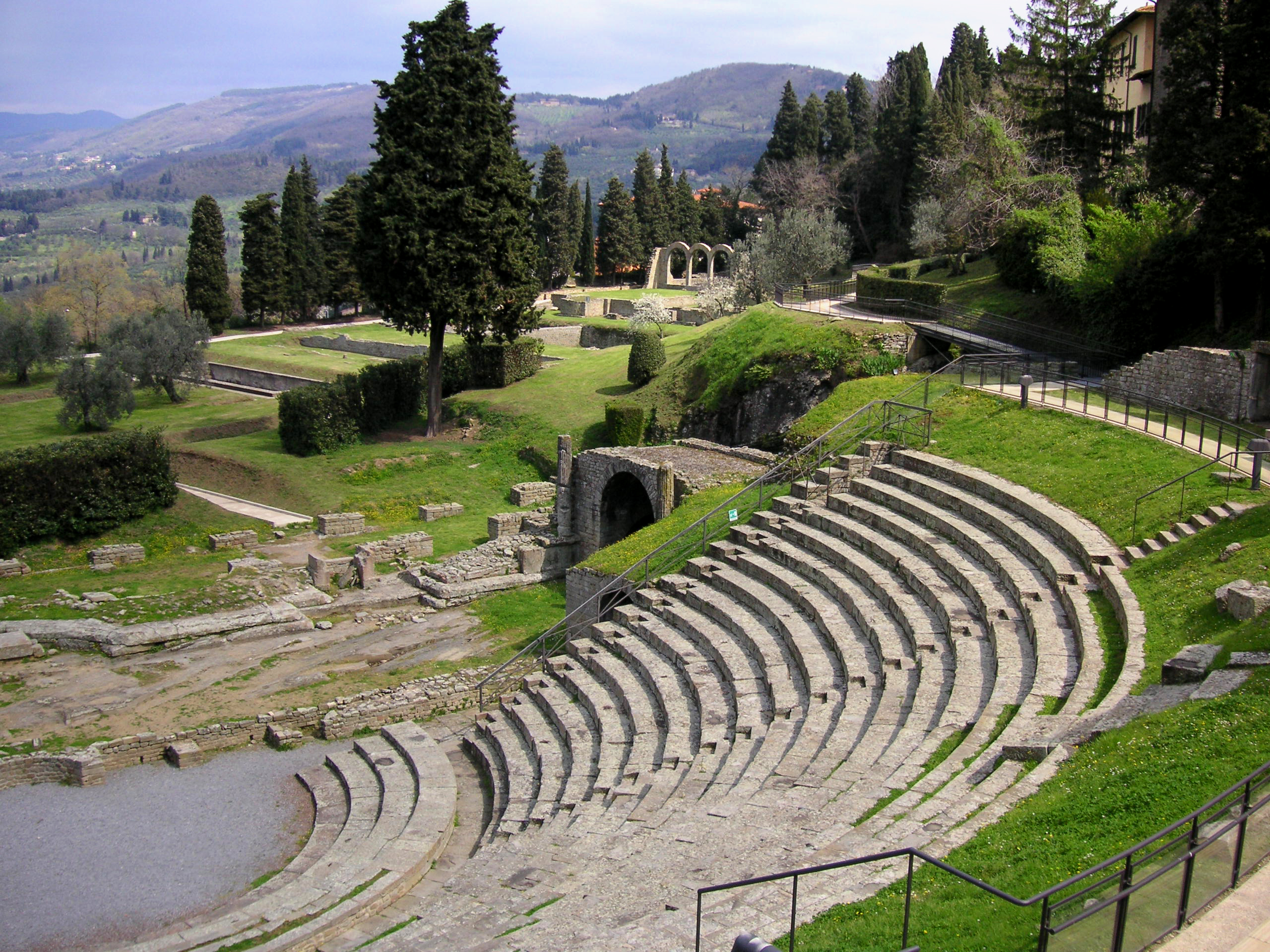
Àrea arqueològica de Fèsules, l'actual Fiesole, amb el teatre romà en primer terme

Fèsules (en llatí Faesulae, en grec antic Φαισοῦλαι) va ser una antiga ciutat d'Etrúria situada en un turó a la vall de l'Arno, a uns 5 km de Florència. En queden importants restes que demostren que va ser una ciutat de les principals i Sili Itàlic l'esmenta com a lloc destacat d'endevinació.
Les principals restes que en queden són les muralles construïdes de la mateixa forma que les de Volaterres i Cortona, és a dir amb blocs irregulars sense ciment; el circuit és d'uns tres km, però es van malmetre molt al segle passat. Prop del teatre romà es va descobrir una curiosa cisterna d'aigua. També es va trobar un relleu d'un guerrer, d'un estil molt antic, un dels exemples més representatius de l'art etrusc arcaic.
No se sap res de la seva història anterior al domini romà i tampoc no se sap en quin any Roma es va apoderar de la ciutat. La seva primera menció és de l'any 225 aC durant la guerra contra els gals, quan aquest poble va anar de Clúsium a Fèsules i els romans els van atacar. Els gals en van sortir vencedors, a l'anomenada batalla de Fèsules.

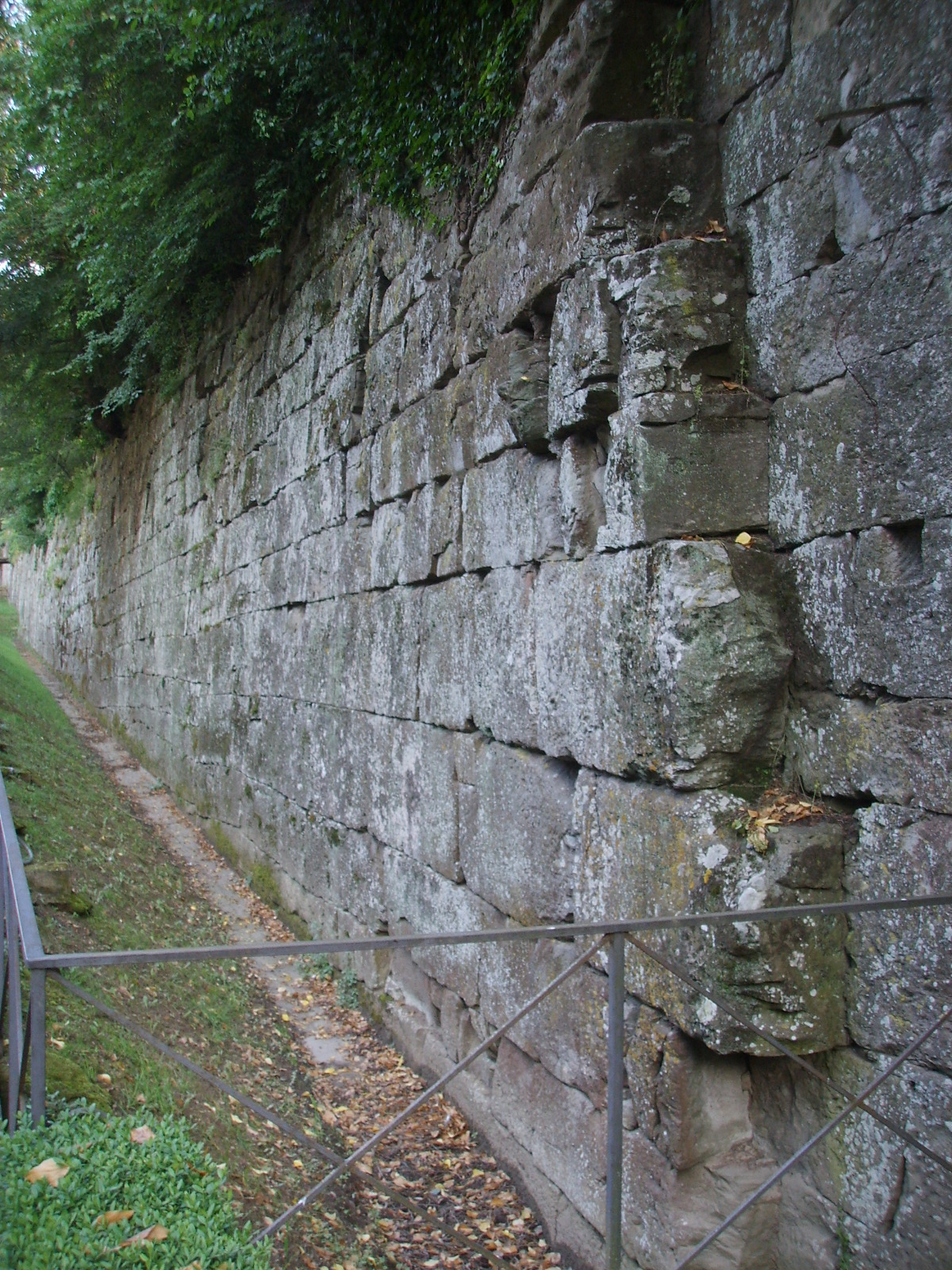
Detall de la muralla etrusca

Torna a aparèixer a la Segona Guerra Púnica quant a la seva rodalia hi va acampar Hanníbal després d'haver creuat els Apennins, i va seguir l'Arnus contra l'exèrcit de Gai Flamini, que era acampat a Arrècium abans de la decisiva batalla del llac Trasimè.
Segons Luci Anneu Flor la ciutat va ser saquejada i incendiada durant la guerra social (90 aC-89 aC) però és possible que aquest fet s'hagi de retardar fins a la campanya de Sul·la a Etrúria uns anys després. Sul·la hi va establir una colònia militar nombrosa. Al cap de vint anys aquests colons van donar suport a Catilina que va tenir el seu quarter general a la ciutat on va reunir les seves forces sota la direcció del cònsol Luci Manli Torquat i després s'hi va establir ell mateix quan Ciceró el va expulsar de Roma. Allà va organitzar dues legions i va continuar la lluita a les muntanyes de Fèsules fins que fustigat per les forces de Metel i Antoni es va veure obligat a presentar batalla prop de Pistoia. Tot i la seva derrota Catilina era recordat com un heroi a la Toscana.
Després va ser un municipi romà ordinari que es va mantenir sota l'Imperi i al que el creixement de la veïna Florència no va afavorir. D'època romana es troben les restes d'un temple, les termes, un aqüeducte, el fòrum i el teatre.
Va caure en poder dels gots i més tard la va ocupar Belisari per ordre de l'Imperi Romà d'Orient després d'un llarg setge.
A l'edat mitjana era una ciutat petita i sense importància, però seu d'un bisbe. Va entrar en una decadència progressiva fins que els florentins la van conquerir i destruir l'any 1010.